# 上海市公交线路列表 (市区文字线路)
本列表旨在列出上海公交系统中所有正在运营的以文字为线路名称的市区公共汽（电）车常规线路。根据前缀不同，市区文字线路通常分为隧道线路、大桥线路、滨江线路。

## 隧道线路
隧道线路，特指开通较早的走行打浦路隧道和延安东路隧道穿越黄浦江的线路，分为隧道一至九线及隧道夜宵线、隧道夜宵一线。其中，隧道四线、隧道五线、隧道七线已撤销，隧道三线、隧道九线已改为其他名称，隧道八线因故不再经由延安东路隧道。
| 线路编号     | 经营者     | 起讫站                                   | 全程收费 | 运营里程  | 备注                                                                                     | 照片 |
| ------------ | ---------- | ---------------------------------------- | -------- | --------- | ---------------------------------------------------------------------------------------- | ---- |
| 隧道一线     | 浦东上南   | 打浦桥－三林世博家园                     | CNY¥2    | 14公里    | 经由打浦路隧道过黄浦江；原隧道专线                                                       |      |
| 隧道一线区间 | 浦东上南   | 打浦桥－昌里小区                         | CNY¥2    | 9.5公里   | 经由打浦路隧道过黄浦江                                                                   |      |
| 隧道二线     | 巴士四公司 | 华丰路临沂路－上海游泳馆                 | CNY¥2    | 12.75公里 | 经由打浦路隧道过黄浦江                                                                   |      |
| 隧道三线     | 浦东上南   | 博山东路龙居路－上海火车站（南广场）     | CNY¥2    | 14.9公里  | 開闢於1988年。经由延安东路隧道过黄浦江；原专线隧道三线、584路。自2022年8月起改无人售票。 |      |
| 隧道六线     | 浦东杨高   | 武胜路西藏中路（人民广场）－银山路金口路 | CNY¥2    | 14.3公里  | 经由延安东路隧道过黄浦江；原高峰线路                                                     |      |
| 隧道八线     | 巴士四公司 | 卢浦大桥－东方路张杨路（梅园新村）       | CNY¥2    | 13.65公里 | 低谷定班；经由人民路隧道过黄浦江；原12路无轨电车                                         |      |
| 隧道夜宵线   | 浦东上南   | 上海火车站－崂山东路潍坊路               | CNY¥2    | 12公里    | 经由延安东路隧道过黄浦江                                                                 |      |
| 隧道夜宵一线 | 巴士四公司 | 天钥桥路辛耕路（徐家汇）－东明路昌里东路 | CNY¥2    | 11.87公里 | 经由打浦路隧道过黄浦江                                                                   |      |

## 大桥线路
特指开通较早的走行南浦大桥和杨浦大桥穿越黄浦江的线路。
| 线路编号 | 经营者     | 起讫站                                 | 全程收费 | 运营里程   | 备注                                                 | 照片 |
| -------- | ---------- | -------------------------------------- | -------- | ---------- | ---------------------------------------------------- | ---- |
| 大桥一线 | 巴士四公司 | 长乐路淡水路－东明路昌里东路           | CNY¥2    | 13.05公里  | 高峰线；经由南浦大桥过黄浦江                         |      |
| 大桥三线 | 巴士一公司 | 国和新村－黄山新村                     | CNY¥2    | 13.738公里 | 经由杨浦大桥过黄浦江                                 |      |
| 大桥四线 | 浦东金高   | 安图路靖宇东路－五莲路双桥路           | CNY¥2    | 17公里     | 经由杨浦大桥过黄浦江                                 |      |
| 大桥五线 | 浦东金高   | 国顺路邯郸路（复旦大学）－栖山路德平路 | CNY¥2    | 12.8公里   | 经由杨浦大桥过黄浦江；原大桥五线已缩线并新辟浦东22路 |      |
| 大桥六线 | 浦东杨高   | 交通大学－张衡路科苑路（曙光医院）     | CNY¥2    | 26.3公里   | 经由南浦大桥过黄浦江                                 |      |

## 滨江线路
为配合黄浦江两岸45公里岸线贯通，2017年起，数条沿黄浦江两岸的公交线路陆续开通。
| 线路编号     | 经营者     | 起讫站                          | 全程收费 | 运营里程  | 备注                                | 照片 |
| ------------ | ---------- | ------------------------------- | -------- | --------- | ----------------------------------- | ---- |
| 浦西滨江1路  | 巴士四公司 | 龙华东路制造局路－长华路华泾路  | CNY¥2    | 15.65公里 | 2018年2月8日新辟                    |      |
| 滨江2路      | 巴士四公司 | 龙华中路东安路 - 通耀路耀龙路   | CNY¥2    | 9.2公里   | 2024年4月30日新辟，由打浦路隧道过江 |      |
| 徐汇滨江环线 | 巴士四公司 | 龙华中路东安路 → 龙华中路东安路 | CNY¥2    | 6.6公里   | 2024年4月30日新辟，单环线           |      |
| 吴淞滨江线   | 巴士五公司 | 同济路水产路 - 帆远路云海路     | CNY¥2    | 7.2公里   | 2020年9月12日由宝山11路更名而来     |      |

## 旅游线路

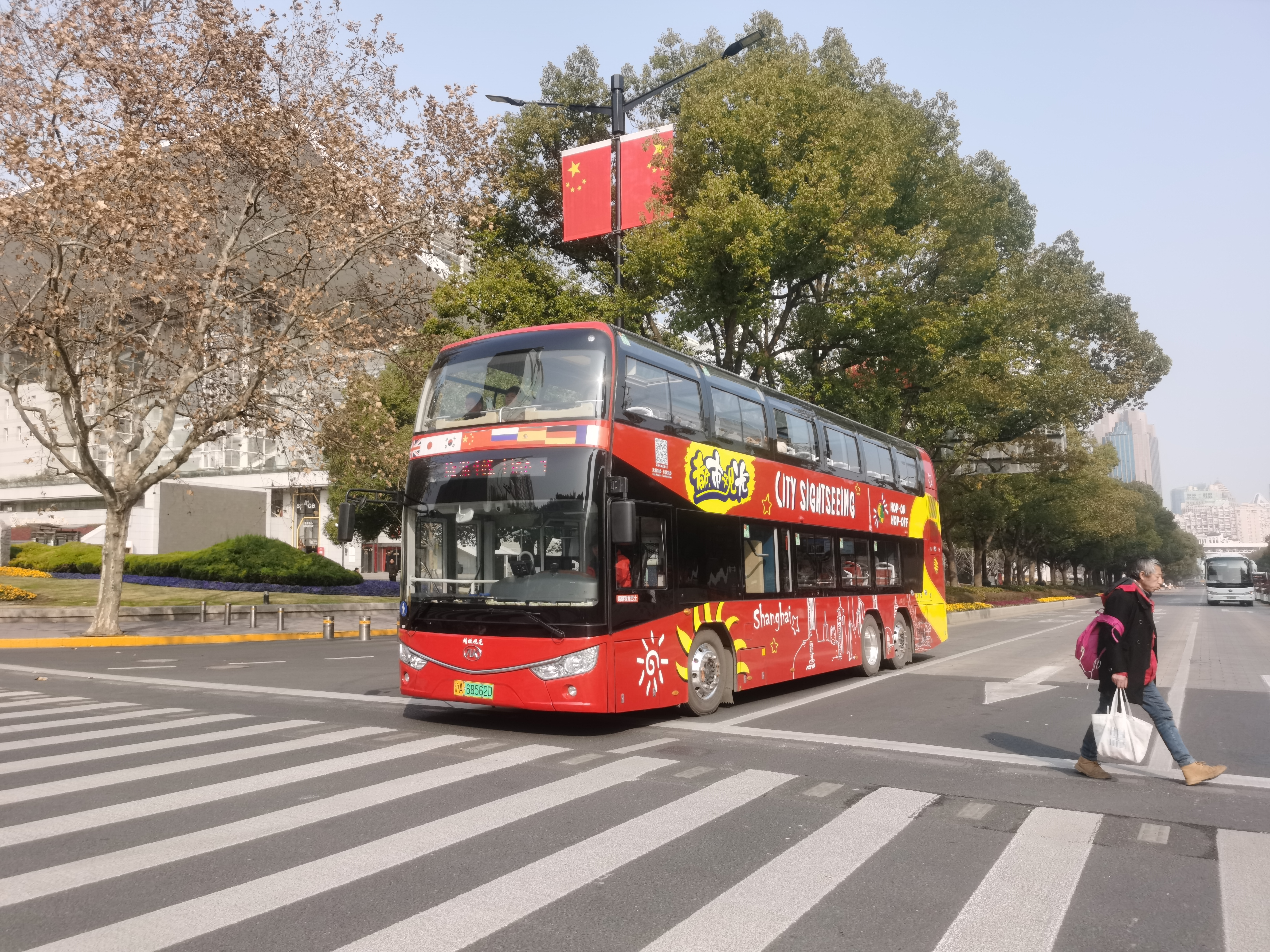
都市观光1号线

- 都市观光1号线
- 都市观光2号线
- 都市观光3号线
- 都市观光5号线
- 红色景区专线
- 上海观光游一线
- 上海观光游二线
- 上海观光游三线
- 申城观光1号线
- 申城观光2号线
- 陆家嘴旅游环线[3]

## 已撤销更名线路

### 隧道线路
专线隧道线
1990年代，曾开行多条社会化隧道专线，平行于已有的隧道线，冠以ZX（专线）字头。ZX隧道一线更名为786路；ZX隧道三线更名为584路，后转正为隧道三线；ZX隧道四线更名为585路，后更名为789路；ZX隧道五线并入ZX23路，更名为532路，改空调车后更名935路，最终撤销；ZX隧道六线更名为586路，后更名为797路，最终缩线并更名为1010路。
隧道四线：普安路延安东路－上海科技馆地铁站。
该线辟线于1988年12月29日，开通初期由潍坊新村至广东路外滩，经由延安东路隧道过黄浦江，后经历数次调整。2010年4月1日，该线因与隧道三线合并而取消线路。开通初期由浦东公交公司经营，撤销前由上南巴士（现在浦东上南）经营。
隧道五线：普安路－南泉新村
1990年4月30日开通，开通时为无轨电车运行（淡水路－沈家弄路），经由延安东路隧道过黄浦江，为世界上第一条在水底隧道通行的无轨电车线路，1996年因延安东路隧道复线施工而改为汽车运行。辟线时由上海市公交总公司电车一场经营，撤销前由浦东巴士（现浦东杨高）经营。现巴士一公司935路覆盖原"隧道五线"全线，浦西段（现已缩线至宁海西路连云路）自威海路起与23路共线，浦东段延伸至德平路香山新村。
隧道七线：大木桥路斜土路→东明路昌里东路。
该线为早晚高峰线，1990年12月11日开通，2011年4月28日停运。开通时由茶陵路至德州新村，经由打浦路隧道过黄浦江，后经历数次调整。2010年上海市世博会前夕，为配合打浦路隧道复线施工，该线曾短暂绕行西藏南路隧道过黄浦江（绕行期间隧道尚未完全竣工，仅对绕行的公交车辆开放）。辟线时由上海市公交总公司第二汽车公司经营，停运前由巴士二公司经营。
隧道三线：上海火车站－上海科技馆地铁站（原走向）
1988年12月29日开通，后缩线更名为浦东21路（浦东大道浦东南路（东方医院）- 上海科技馆地铁站，2015年8月20日撤销，由638路区间替代），同时原584路更名为隧道三线（原隧道三线经由延安东路隧道过黄浦江）。
隧道九线：广东路中山东一路－三林世博家园。
2019年8月10日起，隧道九线和219路合并调整，更名为浦东73路。

### 大桥线路
大桥二线：老西门－申波路
该线路经由南浦大桥过黄浦江。由上南巴士（现浦东上南）经营，于2010年撤销。
大桥六线：交通大学－香楠小区
该线路经由南浦大桥过黄浦江，由浦东杨高经营。原大桥六线（区间）更名为大桥六线后，大桥六线更名为1046路。

### 中国馆班车线路
中国2010年上海世界博览会闭幕之后，上海市对部分未拆除的场馆如中国馆（后改造为中华艺术宫）、沙特馆（后改造为月亮船）进行了改造并加以利用，供游客参观。为方便游客前往上述及其他参观，相关部门开通了4条参观线路，全部使用在世博会中使用过电池车运营，后来为配合当代艺术馆的开馆，原中国馆班车4线改线并同步更名为1213路，但仍旧使用电池车运营。自2013年3月30日起，中国馆班车1-3线、1213路分别被82、164（2017年2月18日与南川线合并）、454、1030（2017年6月10日撤销）合并，中国馆班车正式退出历史舞台。

### 另请参见
- 上海规划资源. 40年来上海越江隧道公交线大回顾（页面存档备份，存于）. 上海热线
- 公交走向（页面存档备份，存于） - 上海市公共数据开放平台
- 公交线路首末班车时间（页面存档备份，存于） - 上海市公共数据开放平台